# Ermis Segatti
Ermis Segatti (Pianezza, 24 novembre 1937) è un presbitero, teologo e storico delle religioni italiano.

## Biografia
Consegue la maturità classica nel 1957, durante gli studi filosofici-teologici presso il Seminario Maggiore di Rivoli, in provincia di Torino. Ordinato sacerdote diocesano nel 1962, viene incaricato dell'insegnamento di Lettere presso la sezione Vocazioni Adulte del seminario e presso il Liceo Classico Parificato "Maurilio Fossati", dal 1962 al 1974. Nello stesso tempo completa la sua formazione universitaria, conseguendo a Torino la Laurea in Letteratura Tedesca (1967) e in seguito la Laurea in Storia del Cristianesimo (1969) presso la medesima università. A partire dalla chiusura del Liceo Classico "M. Fossati" interno al Seminario di Rivoli, insegna nelle Scuole Statali di vario grado, dal 1972 al 2003. In particolare, dal 1979 al 2003 insegna Letteratura Italiana e Latina presso il Liceo Scientifico Statale "Charles Darwin" di Rivoli, Torino.

## Attività
È docente da vari anni di Storia del Cristianesimo e di Teologie Extraeuropee presso la Facoltà teologica dell'Italia settentrionale - sezione parallela di Torino. Si interessa anche di Nuove Teologie.
È stato referente fino al 2012  dell'Arcidiocesi di Torino per l'Università e la Cultura .
Dall'anno accademico 2014-2015 è insegnante di questioni di teologia morale e pratica presso l'Università Cattolica del Sacro Cuore .
Un suo saggio sull'ateismo scientifico in Unione Sovietica, pubblicato negli anni 1976-77 per la Rivista Biblica Italiana, è considerato uno dei contributi italiani più importanti relativi all'argomento. Da questo saggio prese spunto per pubblicare l'opera L'ateismo. Un problema del marxismo . Su questa tematica si è confrontato più volte nel corso degli anni con diversi esponenti del mondo dell'ateismo  .

## Pubblicazioni
Monografie (scelta)
- Analisi marxista della religione, Editrice UPL, Torino, (1974)
- Problemi di sociologia sovietica (1957-1962), Giappichelli (1975), Corsi Universitari[7]
- Le ragioni del dissenso in URSS / I: Il dissenso delle sinistre / II: Il dissenso religioso, UPL, Torino, (1976-1977)
- L'ateismo, un problema nel marxismo, Piemme (1986)
- I cristiani e la pace, Edizioni Gruppo Abele, Torino (1987)
- Dopo 1000 anni di cristianesimo in Russia, Piemme (1989)
- L'insegnamento di Buddha e Gesù a confronto collana Per saperne di più, Edizioni Abbazia della Novalesa (1997)
- I Testimoni di Geova sono cristiani? collana Per saperne di più, Edizioni Abbazia della Novalesa (1997)
- Islam e Cristianesimo collana Per saperne di più, Edizioni Abbazia della Novalesa(1998)
- Teologie della liberazione in America Latina collana Per saperne di più, Edizioni Abbazia della Novalesa (1999)

Articoli e capitoli di monografie (breve scelta)
- Fede e scienza: ripensando Galileo, in Scienza e tecnologia: al di là dello specchio, Libri Scheiwiller, Milano (2004), pp. 217–224.[8]
- Il Cristianesimo come ascesi nella società del welfare e del debole pensiero, in L'ascesi nel Buddhismo e nel Cristianesimo, Atti del Convegno (12 giugno 2005),  Edizioni Agami (2005), pp. 93–100.
- Il primo articolo sulla Sindone nella rivista dell'ateismo scientifico sovietico, in  G.M. Zaccone- G. Ghiberti, Guardare la Sindone, Studia Taurinensia, Effatà Editrice (2007), pp. 418–426.[9]
- Alla ricerca di un volto asiatico di Gesù, in Credere oggi, XXVII, 2, (2007), pp. 41–61.[10]

Articoli in lingua inglese
- The Christological Thought of Michael Amaladoss, in Archivio Teologico Torinese, 7, (2001/2), pp. 345–362.[11]
- Neo-Platonism and Early Christian Theologies, in Archivio Teologico Torinese, (2007), 2, pp. 381– 422.[11]

## Pubblicazioni su Internet

### Articoli e altro
- I Cristiani d'Asia, di Ermis Segatti [collegamento interrotto], su end-nwa.com.
- Cristiani d'Europa, di Ermis Segatti (PDF) [collegamento interrotto], su elledici.org.
- Il Gesù nella storia, di Ermis Segatti [collegamento interrotto], su informacristo.org.
- Il mondo: luogo della non-pace? di Ermis Segatti [collegamento interrotto], su dimensionesperanza.it.
- Vangeli Canonici e Apocrifi, di Ermis Segatti, su informacristo.org. URL consultato il 30 gennaio 2008 (archiviato dall'url originale il 9 aprile 2008).
- Università pontificie
- Progetto culturale della Chiesa italiana